# كيم يونغ كيل
كيم يونغ كيل مواليد 29 يناير 1944 في كوريا الشمالية، هو لاعب كرة قدم كوري شمالي كان يلعب في مركز الدفاع. مثّل منتخب كوريا الشمالية لكرة القدم. سبق له أن لعب في كأس العالم لكرة القدم مع منتخب بلاده في مونديال عام 1966م.

## المسيرة الاحترافية

### أندية لعب لها
- نادي بيونغ يانغ سيتي الرياضي

## روابط خارجية
- كيم يونغ كيل على موقع الاتحاد الدولي (مؤرشف)  (الإنجليزية)
- كيم يونغ كيل على موقع Soccerway.com (الإنجليزية)
- كيم يونغ كيل على موقع عالم كرة القدم.نت (الإنجليزية)